# 格利博基波季克
48°3′26″N 23°53′38″E / 48.05722°N 23.89389°E
格利博基波季克（烏克蘭語：Глибокий Потік）是位於烏克蘭西部外喀爾巴阡州裏佳奇夫區的村莊，始建於1946年，面積0.048平方公里，海拔高度332米，2001年人口5,531，人口密度每平方公里115,229.17人。